# Hans Heermann
Hans Heermann (* 10. Januar 1900 in Essen; † 27. März 1996 in Essen) war ein deutscher Mediziner und Facharzt für Hals-Nasen-Ohrenheilkunde.

## Leben

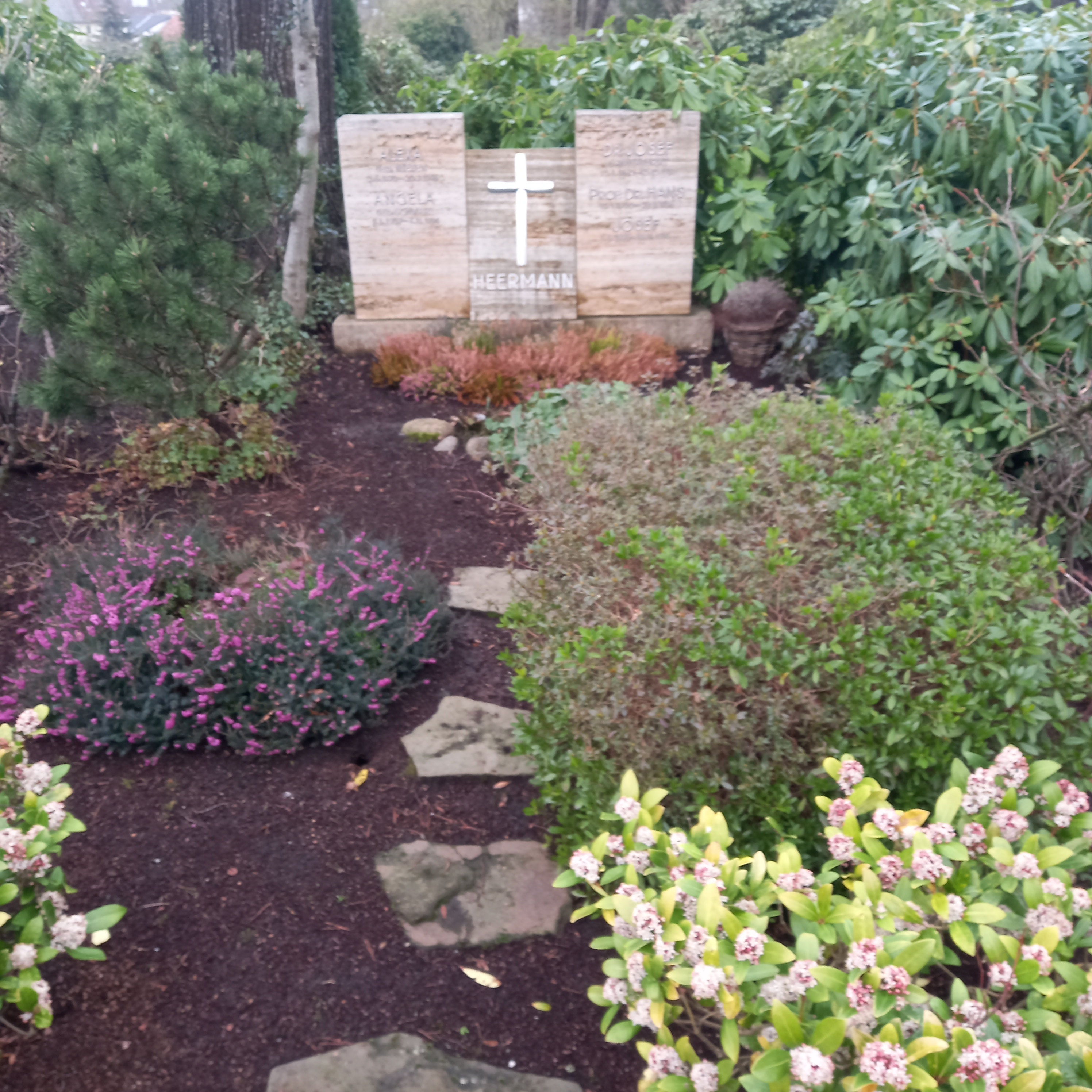
Das Grab von Hans Heermann und seiner Ehefrau Angela im Familiengrab auf dem Parkfriedhof Essen

Hans Heermann wurde als viertes von acht Kindern des Sanitätsrates Josef Heermann 1900 in Essen geboren. Sein Vater war als Hals-Nasen-Ohrenarzt tätig und von 1910 bis 1933 leitender Arzt im Krupp Krankenhaus. 1919 begann er mit dem Studium der Medizin. Er studierte unter anderem in Bonn, Münster, Freiburg, Rostock und München. Einschließlich der Assistenzjahre absolvierte er seine Ausbildung an 8 verschiedenen Hochschulen. Die Ausbildung zum HNO-Arzt erfolgte in Halle bei Denker, in Berlin bei Halle und in Graz bei Zange. Vom Ordinarius in Graz wurde ihm eine Habilitation angeboten, die er aber wegen der Erkrankung seines Vaters nicht annahm. 1928 übernahm er die Praxis seines Vaters. Bereits 1930 entwickelte er die erste Tränenwegsprothese aus rostfreiem Edelstahl zur Offenhaltung der Tränenwege. Im selben Jahr veröffentlichte er die Arbeit „Extrakartilaginare enaurale Inzision zur Erweiterung des Gehörgangs“, die eine damals operative Innovation darstellte und sich weltweit durchsetzte. Diese Operationstechnik wird bis heute angewendet und als Heermann-Schnitt bezeichnet.
Nach dem Tode seines Vaters Josef 1933 übernahm er dessen Position als leitender Arzt der HNO-Abteilung des Alfried Krupp Krankenhauses in Essen bis 1967. Im Laufe seiner beruflichen Tätigkeit war er noch an weiteren Innovationen in der Hals-Nasen-Ohrenheilkunde beteiligt. Nach dem Krieg wurde ihm ein Ordinariat in Köln angeboten, auf welches er allerdings verzichtete. 1949 beschrieb er den Rundschnitt um die Ohrmuschel, der dazu dient, ausgedehnte entzündliche Prozesse des Mittelohrs und des Warzenfortsatzes mit guter Übersicht bis in den Confluens sinuum verfolgen zu können. 1957 entwickelte er ein Verfahren zur Rekonstruktion des Trommelfells aus der Faszie, die bei der enauralen Inzision entnommen wurde. 1958 publizierte er das erste Mal über die endonasale Durchfuhrung funktioneller Nasen- und Nasennebenhöhlenoperationen unter dem binokularen Operationsmikroskop. Somit wurde von Hans Heermann die Nasenchirurgie mittels Mikroskop entwickelt. Auf Grundlage dieses Verfahrens werden heute weltweit Nasen- und Nasennebenhöhlen-Operationen durchgeführt. Er leistete wichtige Beiträge zur operativen Nasenchirurgie, zur Behandlung von Kehlkopfkrebs und zur Mikrochirurgie des Ohres. Von 1946 bis 1967 war er als Leiter der Kassenärztlichen Vereinigung Essen, Mülheim und Oberhausen tätig. Auf seine Initiative geht der Friedrich-Hofmann-Preis zurück, den er zusammen mit seinem Sohn, Joachim Heermann, durch eine Schenkung 1975 ins Leben rief.
1960 wurde Hans Heermann der Titel eines Professors für seine neuen Operationstechniken verliehen. 1975 erfolgte die Verleihung des Ludwig-Haymann-Preises und er wurde Ehrenmitglied der Österreichischen HNO-Gesellschaft. 1980 erhielt er die Ehrenmitgliedschaft der Deutschen Gesellschaft für Hals-Nasen-Ohren-Heilkunde, Kopf- und Hals-Chirurgie.